# Free to move
 (avril 2018).
Si vous disposez d'ouvrages ou d'articles de référence ou si vous connaissez des sites web de qualité traitant du thème abordé ici, merci de compléter l'article en donnant les références utiles à sa vérifiabilité et en les liant à la section « Notes et références ».
Albums de Israel Vibration
Dub The Rock
(1995) Live Again!
(1997)
Free to move est le 17e album du groupe jamaïcain reggae Israel Vibration, sorti en août 1996.

## Liste des titres
| 1.    | Terrorist            | 4:16 |
| 2.    | Mud Up               | 5:29 |
| 3.    | Traveling Man        | 4:17 |
| 4.    | System Not Working   | 4:21 |
| 5.    | Pretty Woman         | 6:21 |
| 6.    | Livity In The Hood   | 4:27 |
| 7.    | Saviour In Your Life | 4:04 |
| 8.    | Solomon Bloodline    | 4:38 |
| 9.    | Feelin' Irie         | 3:44 |
| 10.   | Another Day          | 3:39 |
| 11.   | Life Is Real         | 4:39 |
| 12.   | Mighty Negus         | 5:27 |
| 55:21 |                      |      |

## Crédits
| - Errol "Flabba" Holt : basse - Steve Golding : guitare rythmique, guitare acoustique - Carl "Bridge" Ayton : batterie, tambourin - Sky Juice : percussions, tama - Dean Fraser : saxophone - Ronald "Nambo" Robinson : trombone - Junior "Chico" Chin : trompette - Robbie Lyn : claviers - Dwight Pinkney : guitare solo - Augustus Pablo : mélodica - Augustus Pablo : orgue - Richard "T Bird" Johnson : piano - The Roots Radics : backing band | - Production : Doctor Dread, Israel Vibration - Mixage : Jim Fox |